# Nøgle (kryptologi)
 For alternative betydninger, se Nøgle (flertydig). (Se også artikler, som begynder med Nøgle)
En nøgle er i kryptologien den information, der kontrollerer en kryptografisk algoritme.
I forbindelse med kryptering er der tale om den information der sætter en person i stand til at kryptere og dekryptere en tekst. Nøglen til disse to operationer kan være forskellig, se asymmetrisk kryptering. Nøglen kan tage mange former, fra et tal i Cæsaralgoritmen (hvor mange pladser der flyttes), over en kodebog til en række bits i moderne kryptering.
Nøgler bruges også i andre kryptografiske algoritmer, som digitale signaturer og message authentication codes (MACs).
Nøgle bruges i visse sammenhænge i betydningen adgangskode eller password. Her er der ikke tale om en kode i kryptologisk forstand, idet password'et typisk processeres af en hashfunktion og sammenlignes med et lagret resultat. I mere sofistikerede password-systemer er password'et dog mere en nøgle i kryptologisk forstand, f.eks. i forbindelse med challenge-response protokoller.

## De svage led
Med moderne kryptering er det svage led ofte de anvendte krypteringsnøgler. Til symmetrisk kryptering kan en nøgle på omkring 10 tegn (dvs. 80 bits) være meget sikker, hvis den består af tilfældige tegn. Uheldigvis er det de færreste, der bruger den slags nøgler, hvis de selv skal vælge. Brugervalgte kodeord kan ofte afsløres med et ordbogsangreb. Asymmetriske algoritmer stiller endnu højere krav til nøglerne. Ti vrøvleord på over 7 tegn hver vil give en god nøgle, men den er svær at huske.
På grund af amerikanske regler om eksport af stærk kryptering er der frigivet mange produkter og computerprogrammer, der har indbyggede begrænsninger i nøglelængderne (i visse tilfælde ned til 40 bits), så det er muligt at finde nøglen inden for en overskuelig tid alene ved at lade en computer afprøve samtlige mulige nøgler fra en ende af; dette kaldes brute force-angreb (eng. brute force attack). Restriktionerne er stort set ophævede, men mange af de berørte programmer bruges endnu i vid udstrækning.